# 11413 Catanach
11413 Catanach este un asteroid din centura principală de asteroizi.

## Descriere
11413 Catanach este un asteroid din centura principală de asteroizi. A fost descoperit pe 10 mai 1999 la Socorro, New Mexico, în cadrul proiectului LINEAR. Asteroidul prezintă o orbită caracterizată de o semiaxă mare de 2,31 ua, o excentricitate de 0,15 și o înclinație de 3,7° în raport cu ecliptica.